# Supinum
A supinum a latin nyelvben a főnévi igenév egyik fajtája, az ige negyedik személytelen alakja a másik két főnévi igenév (infinitivus, gerundium) és a melléknévi igenevek mellett. Az igében foglalt cselekvés, történés célhatározói (vagy véghatározói), illetve tekintethatározói (korlátozó határozói) alakját fejezi ki. Az igék szótári alakjának (a verbo) utolsó tagja, amelyből számos más alak levezethető (pl. a participium perfectum passivi, múlt idejű melléknévi igenév, bár ez utóbbihoz képzés tekintetében semmi köze egyébként).
Csupán két alakban használatos: tárgyesetben (accusativus) és határozói esetben (ablativus). A tárgyesetű alak célhatározói értelmű, végződése -um, például laudatum, kb. ’dicsérés végett’, de a magyarban gyakran sima főnévi igenévvel fejezzük ki: „temetni jöttem Caesart, nem dicsérni.”
A határozói esetű alak hosszú -u-ra végződik, és tekintethatározót fejez ki: laudatu, kb. ’dicsérés tekintetében, dicsérésre nézve’. Egyik példája a magyarban is használatos horribile dictu kifejezés (’még kimondani is szörnyű’, szó szerint „kimondásra nézve szörnyű”).